# Ford F-650
A F-650 é uma pick-up comercial da marca Ford. A Ford começou sua produção em 2000 baseado no modelo F-600. Embora seja feita principalmente para uso como um caminhão utilitário para reboque, transporte pesado, utilizados em construção e é oferecido no site oficial da Ford em veículos comerciais, após o inicio da comercialização ganhou o o premio similar ao "International CXT". É uma classe destinada 07/06 caminhão, para atrair empresas e municípios. [1] A atual (2008-09) versão mantém o painel e interior introduzidas com o atual estilo de táxi, em 1998, em vez de o interior da revista F250 2008 -550 linha Super Duty, ambos da Ford (com facelift da cabine, em 1973, 1967 e 1980 a cabina de 1987 e 1991, restauros) e GM (com facelift do táxi 1.988, de 1995) têm uma história de fazer isso.

## Motorização
Há duas motorizações disponíveis para o F 650 "F Maxx", ambos a diesel:
- Cummins 6.7 L
- Caterpillar 7.2 L